# Корнин, Уильям Стюарт
Уильям Стюарт Корнин (англ. William Stewart Cornyn; 18 июля 1906 — 15 марта 1971) — американский лингвист и писатель. Дядя сенатора Джона Корнина. Профессор Йельского университета.
Родился в Ванкувере (Канада). В 1922 году переехал в Лос-Анджелес, где работал помощником клерка и бухгалтера. В 1924—1928 годах жил в Сан-Франциско, работал клерком в страховой компании.
В 1940 году окончил Калифорнийский университет в Лос-Анджелесе. Учился в Йельском университете, где окончил магистратуру (1942) и докторантуру (1944). После занимал должность профессора славянских и Юго-Восточной Азии языков и заведовал кафедрой славянских языков и литературы в Йельском университете.
В связи с началом Второй мировой войны был рекрутирован для работы с языками Юго-Восточной Азии, став «одной из ярчайших звёзд в новом созвездии ориенталистов». Автор ряда научных и учебных работ по бирманскому языку, в том числе двухтомного учебника «Разговорный бирманский» (англ. Spoken Burmese; 1946). Опубликовал также несколько работ о русском языке. Член Американского лингвистического общества.
В 1962 году он был удостоен стипендии Гуггенхайма по лингвистике.

## Работы
- (1944) Outline of Burmese Grammar
- (1959) Beginning Russian. New Haven: Yale University Press
- (1958) with John K. Musgrave. Burmese Glossary (American Council of Learned Societies. Program in Oriental Languages. Publications. Series A. No. 5.). Washington: American Council of Learned Societies.